# Sociònica
La sociònica és la teoria de la personalitat que barreja les teories psicològiques de Carl Gustav Jung, Sigmund Freud, els treballs d'Antoni Kępiński i les aportacions sobre proves de personalitat nord-americans. Nascuda als anys 70 als cercles soviètics. La sociònica divideix les persones en setze tipus segons el tractament que fan de la informació del món exterior. Cadascun d'aquests tipus s'identifica amb una icona i té com a model un referent històric o literari. Els elements que formen els tipus s'adscriuen a les parts de la ment descrites per Freud (jo, superjò i allò), formant blocs que determinen la manera d'actuar de l'individu. Aquests elements també influeixen en la manera de relacionar-se de cada persona, ja que hi ha tipus de personalitat que tenen més probabilitat de ser compatibles que d'altres.

## Tipus de persones
Els setze sociotipus es formen per les dues funcions més dominants en la manera de tractar la informació de les 8 possibles. Aquesta tendència és innata, tot i que es pot alterar per l'experiència. Per això, es pot dir que els individus diferencien el seu caràcter per la introversió i extraversió que mostren, pel component racional o irracional que domina els seus actes, per si les seves accions depenen més de la lògica o l'ètica, i per l'aprenentatge de l'entorn sensorial o amb la intuïció. La primera dicotomia influeix les altres, de manera que hi ha 8 subtipus bàsics de primer component:
1. extravertit lògic: individu que busca l'eficiència i la prudència en la gestió dels recursos
2. extravertit ètic: expert en intel·ligència emocional
3. extravertit sensitiu: controla el mateix territori, detecta bé els riscos externs, entén com es percep un qualia
4. extravertit intuïtiu: entén l'essència de les coses i el potencial de cada persona, influeix en la motivació aliena
5. introvertit lògic: destaca en la categorització de fenòmens i la relació d'idees
6. introvertit ètic: persona que fa judicis morals acurats, estudia l'estructura social i valora els rols personals
7. introvertit sensitiu: aquell qui presta més atenció als aspectes físics, a l'harmonia i la comoditat
8. introvertit intuïtiu: prioritza la informació associada al pas del temps

La combinació per parelles dels components dominants dona el caràcter final (no s'aparellen els oposats), que té un model identificable en un arquetip o personatge:
- El buscador = Don Quixot
- El mediador = Alexandre Dumas (pare)
- L'entusiasta = Victor Hugo
- L'analític = Descartes
- El mentor = Hamlet
- L'inspector = Maksim Gorki
- El mariscal = Gueorgui Júkov
- El líric = Ray Bradbury
- El polític = Juli Cèsar
- El crític = Honoré de Balzac
- L'empresari = Jack London
- L'encarregat = Theodore Dreiser
- L'administrador = Sherlock Holmes
- L'humanista = Fiódor Dostoievski
- El conseller = Tom Sawyer
- El mestre = Georges Simenon